# Hans Krüger (Verwaltungsjurist)

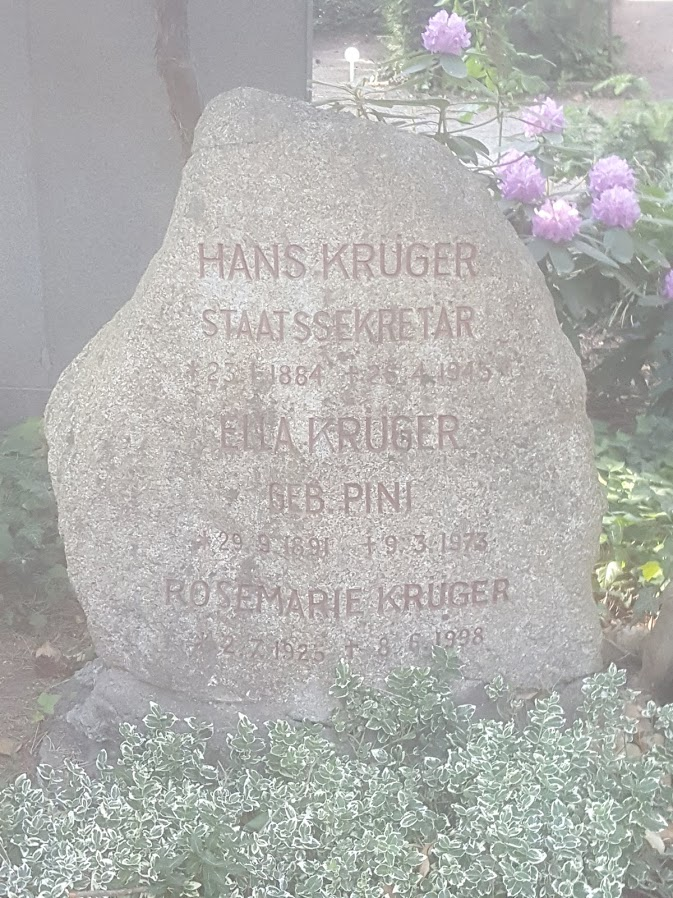
Grab von Hans Krüger auf dem Waldfriedhof Dahlem

Hans Gerhard Carl Franz Krüger (* 23. Januar 1884 in Braunschweig; † 26. April 1945 in Berlin) war ein deutscher Verwaltungsjurist und Mitglied der (SPD).

## Leben und Beruf
Nach bestandenem juristischen Staatsexamen und anschließender Referendarzeit wirkte Krüger von 1911 bis 1919 als Beamter im Staatsministerium von Braunschweig. Von 1919 bis 1922 war er als Ministerialrat zunächst im Reichsarbeitsministerium, anschließend im preußischen Innenministerium beschäftigt. 
1922–27 wirkte er als Regierungspräsident in Lüneburg. 1927 formulierte er maßgeblich zusammen mit Fritz Baade das neue Agrarprogramm der SPD und wurde noch im gleichen Jahr zum Staatssekretär im preußischen Landwirtschaftsministerium berufen.
Im Zuge der Absetzung der preußischen Staatsregierung Braun-Severing (Preußenschlag) wurde er im Juli 1932 durch die Regierung Papen zur Disposition gestellt. 
Krüger wurde gegen Ende des Zweiten Weltkrieges in seinem Haus Am Schülerheim 10 in Berlin-Dahlem von sowjetischen Soldaten erschossen. Sein Grab befindet sich auf dem Waldfriedhof Dahlem in Berlin.